# Јанез Становник
Јанез Становник (Љубљана, 4. август 1922 — 31. јануар 2020), правник, економиста, учесник Народноослободилачке борбе и друштвено-политички радник СФР Југославије и СР Словеније. Од 1988. до 1990. године обављао је функцију председника Председништва СР Словеније.

## Биографија
Јанез Становник рођен је 4. августа 1922. године у Љубљани. Године 1949. дипломирао је право на Универзитету у Београду.
Од 1941. године учествовао је у словеначкој Освободилној фронти (ОФ). Био је члан повереништва Извршног одбора Освободилне фронте за Нотрањску и инструктор Извршног одбора Освободилне фронте Словеније. Године 1942. прикључио се партизанима и постао члан Народноослободилачког одбора за Словенију.
Након рата обављао је многе државне дужности и учествовао у стручним мисијама:
- начелник Одсека за изградњу народне власти у Министарству за конституанту ФНР Југославије,
- од 1946. године саветник Министарства спољних послова ФНР Југославије и шеф кабинета потпредседника Владе ФНР Југославије,
- економски сарадник Сталне мисије ФНР Југославије при Организацији уједињених нација (ОУН), од 1952. до 1956. године,
- директор Института за међународну политику и привреду у Београду, од 1955. до 1962. године,
- савезни посланик и члан Савезног извршног већа (СИВ), од 1958. до 1968. године,
- члан Главног одбора Социјалистичког савеза радног народа Словеније (ССРНС),
- за члана Централног комитета Савеза комуниста Словеније изабран на Петом конгресу СК Словеније,
- професор на Економском факултету у Љубљани, од 1962. до 1965. године,
- извршни секретар Економске комисије УН-а за Европу, од 1968. до 1983. године,
- главни подсекретар УН-а, од 1972. до 1982. године
- члан Председништва СР Словеније, од 1984. до 1990. године
- председник Председништва СР Словеније, од 1988. до 1990. године

Од 2003. до 2013. године је био председник Савеза удружења бораца за вредности Народноослободилачке борбе Словеније.
Његово главно дело је „Међународни привредни систем: од доминације ка једнакоправности“ (сл. Mednarodni gospodarski sistem: od dominacije k enakopravnosti, 1982).
Носилац је Партизанске споменице 1941. и више других југословенских одликовања, међу којима су — Орден заслуга за народ са златном звездом, Орден братства и јединства са златним венцем, Орден за храброст и др.